# Efstathios Tavlaridis
Efstathios ("Stathis") Tavlaridis (Grieks: Ευστάθιος "Στάθης" Ταυλαρίδης) (Serres, 25 januari 1980) is een Grieks betaald voetballer die bij voorkeur als centrale verdediger speelt. Hij verruilde in juni 2012 OFI Kreta voor Atromitos. In 2004 debuteerde hij in het Grieks voetbalelftal.

## Erelijst
Portsmouth
- Football League First Division

2003